# Cristià nou
La denominació de cristià nou fa referència a un antic col·lectiu social de la península Ibèrica de l'edat moderna, format per aquells conversos al cristianisme provinents del judaisme i l'islam, així com pels seus descendents durant diverses generacions. és un concepte oposat al de cristià vell, tot i que en la pràctica aquests darrers simplement tenien com a cristians, almenys, els pares i els avis.